# 12月32日
12月32日（じゅうにがつさんじゅうににち、英: December 32、32 December）は、12月31日の1日後、すなわち、1月1日のことである。閏年に追加される1日を「12月32日」とするべきだという意見の存在が確認されるなど、多数の使用例が確認できる。また、小説や戯曲などの作品の中で使用されることもあり、インターネット・ミームとして扱われることもある。

## 使用例

### 現実世界の使用例
- 2020年末には、「December 32nd」という言葉がインターネット・ミームとして広まり、SNSなどで拡散された[2]。
- ビル・リア（英語版）のプロジェクト・Lear Fan 2100（英語版）は1980年内に機体のプロトタイプを完成させることを目標としていたが、実際に初飛行を行えたのは1981年1月であった[3]。しかし、出資者のイギリス政府は、期限までに機体を完成させようとした努力の証として、Lear Fan 2100の初飛行日を「1980年12月32日」と宣言した[3]。

### 作品のタイトルとしての使用例
- 映画監督のルチャーノ・デ・クレシェンツォ（英語版）は、1988年に映画『32 dicembre（英語版）』（英: 32 December）を公開している[4]。
- エンキ・ビラルの小説『The Beast Trilogy』の2巻目には「December 32nd」という副題がつけられている[5]。
- 歌手のByul（英語版）は、2002年にデビューシングル『December 32nd』（12月32日）を発表している[6]。
- アイドルグループのキミノマワリ。は、『12月32日』と題した楽曲を2018年に発表している[7]。

### 作品内での使用例
- ヨハン・シュトラウス2世の喜劇『こうもり』では、看守のフロッシュがカレンダーをめくると、本来1月1日となるはずのページに「12月32日」と書かれているという一幕が登場する[8][9]。
- テリー・プラチェットの小説『Hogfather（英語版）』に登場する架空の日付『Hogswatchnight（英語版）』は、12月32日のことである[10]。
- 上条明峰の漫画『CØDE:BREAKER』では、大量死事件「12月32日」が作中の鍵を握る一つの要素となっている[11][12]。